# Groß Lindow
Groß Lindow – gmina w Niemczech, w kraju związkowym Brandenburgia, w powiecie Oder-Spree, wchodzi w skład Związku Gmin Brieskow-Finkenheerd.
Zobacz też: Lindow

## Przypisy

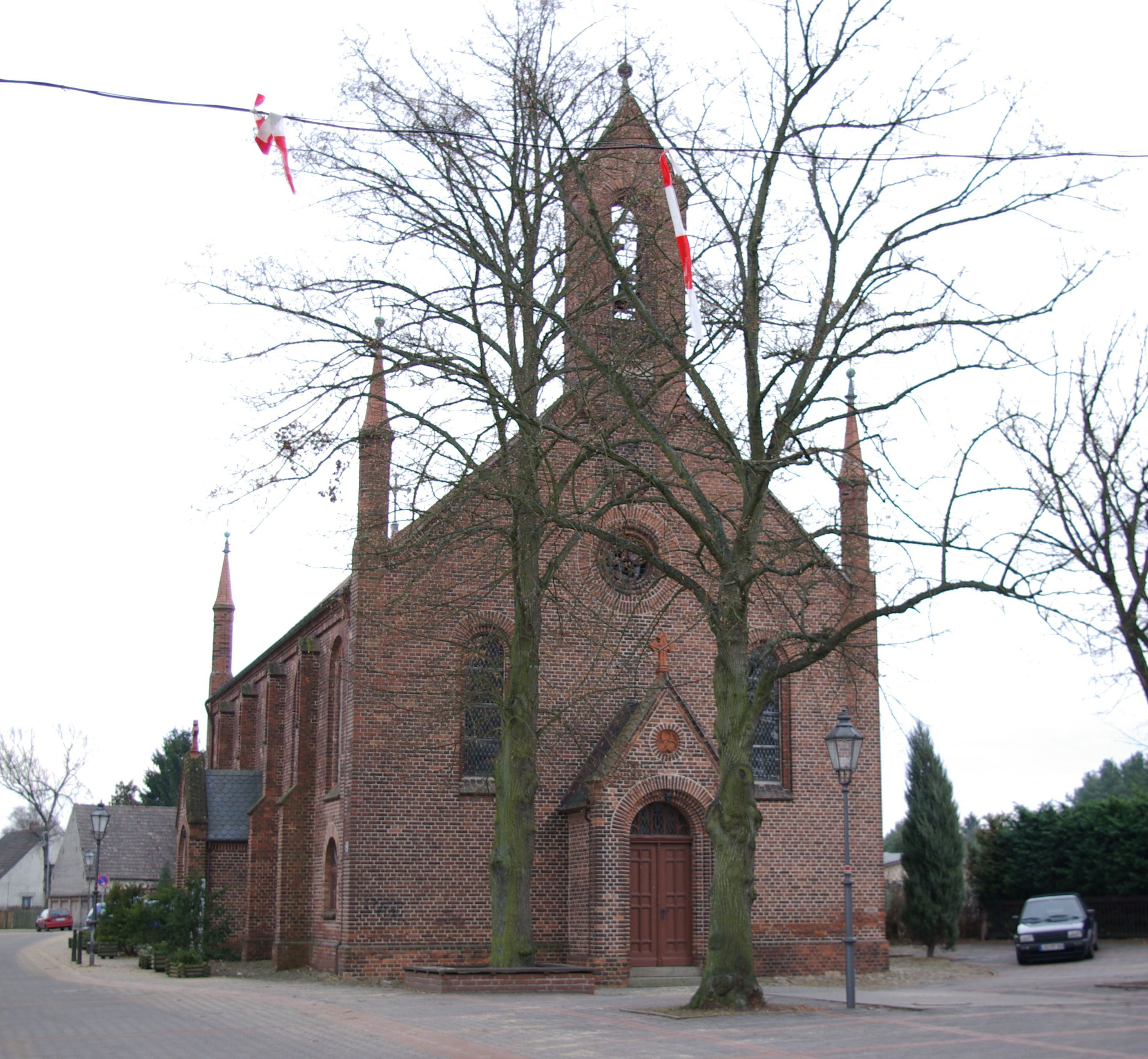
Kościół w Groß Lindow